# Reinach (Bazylea-Okręg)
Reinach – gmina (niem. Einwohnergemeinde) w północnej Szwajcarii, w kantonie Bazylea-Okręg, w okręgu Arlesheim. 31 grudnia 2020 roku liczyła 19 159 mieszkańców.

## Współpraca
- Ostfildern, Niemcy